# ترکش، جمهوری آذربایجان
ترکش (به لاتین: Tərkeş) یک منطقهٔ مسکونی در جمهوری آذربایجان است که در شهرستان اغوز واقع شده‌است.

## خصوصیات
ترکش ۵۴۳ نفر جمعیت دارد.